# 60th Air Mobility Wing

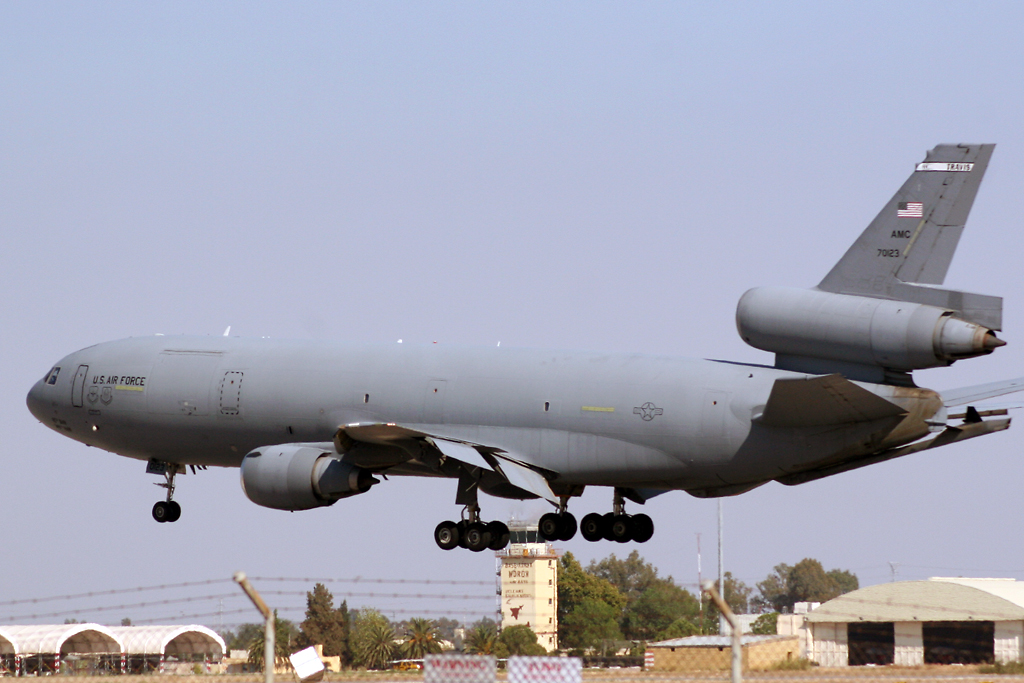
KC-10A dello Stormo

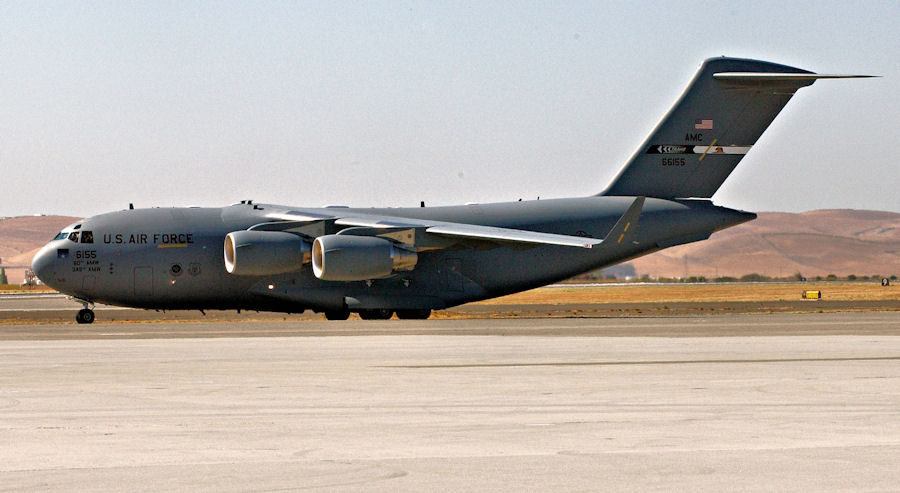
C-17A del 21st AS

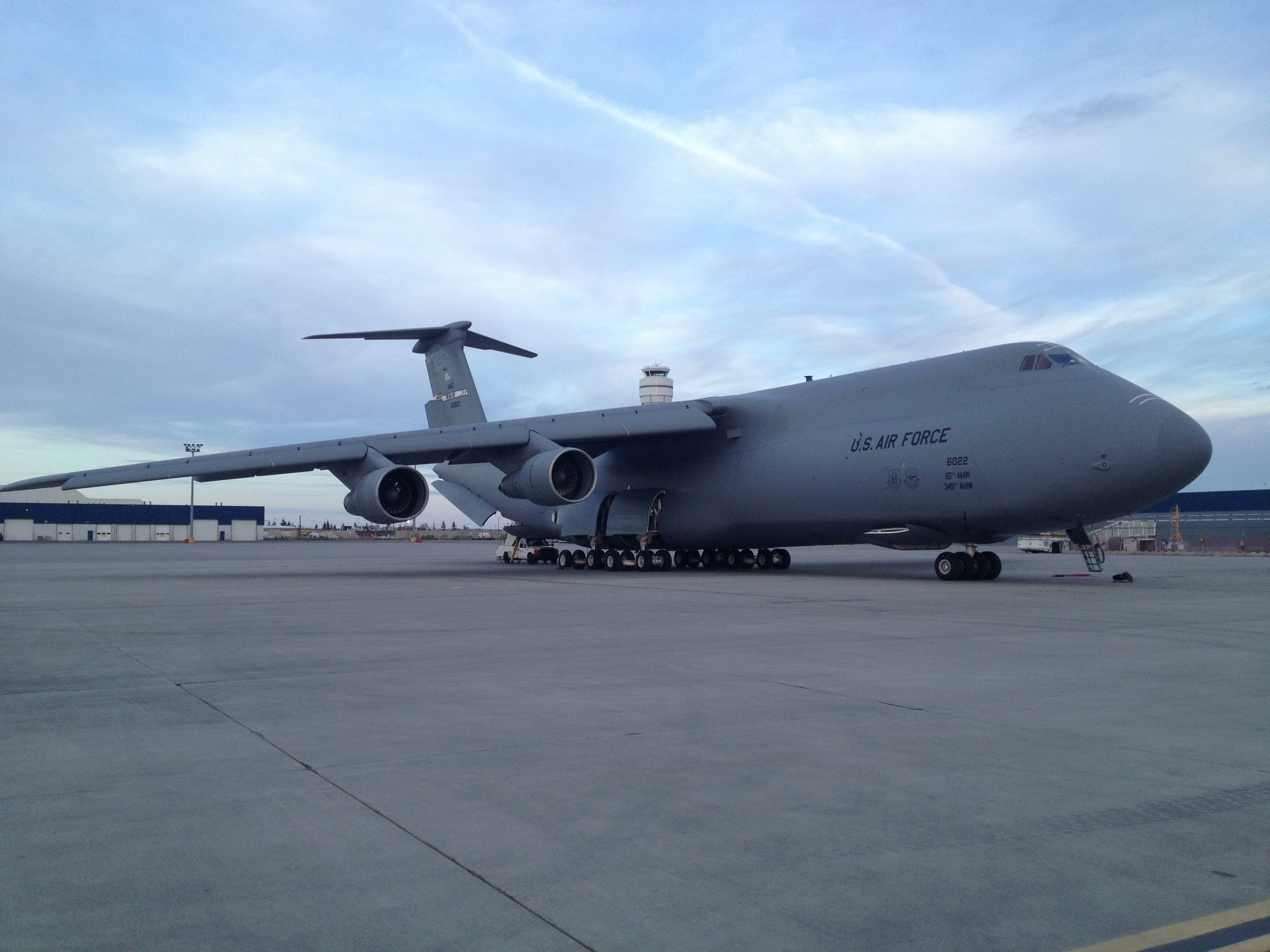
C-5M dello Stormo

Il 60th Air Mobility Wing è uno stormo da mobilità aerea dell'Air Mobility Command, inquadrato nella Eighteenth Air Force. Il suo quartier generale è situato presso la Travis Air Force Base, in California.

## Missione
Allo stormo è associato il 349th Air Mobility Wing, Air Force Reserve Command, il quale fornisce personale di supporto per l'addestramento e la manutenzione per i suoi velivoli.

## Organizzazione
Attualmente, al maggio 2017, esso controlla:
- 60th Operations Group, striscia bianca con simbolo della California e scritta nera TRAVIS
  - 60th Operation Support Squadron
  -  6th Air Refueling Squadron - Equipaggiato con 13 KC-10A e 3 KC-46A
  -  9th Air Refueling Squadron - Equipaggiato con 12 KC-10A e 3 KC-46A
  -  21st Airlift Squadron - Equipaggiato con C-17A
  -  22nd Airlift Squadron - Equipaggiato con 18 C-5M Super Galaxy
- 60th Maintenance Group
  - 60th Aircraft Maintenance Squadron
  - 660th Aircraft Maintenance Squadron
  - 60th Maintenance Operations Squadron
  - 60th Maintenance Squadron
  - 60th Aerial Port Squadron
- 60th Medical Group
  - 60th Aerospace Medicine Squadron
  - 60th Dental Squadron
  - 60th Diagnostics & Therapeutics Squadron
  - 60th Impatient Treatment Squadron
  - 60th Medical Operations Squadron
  - 60th Medical Support Squadron
  - 60th Surgical Operations Squadron
- 60th Mission Support Group
  - 60th Civil Engineer Squadron
  - 60th Communications Squadron
  - 60th Contracting Squadron
  - 60th Logistics Readiness Squadron
  - 60th Force Support Squadron
  - 60th Security Forces Squadron